# Leonard Andrzej Mróz
Leonard Andrzej Mróz, również jako Leonard Mróz (ur. 19 stycznia 1947 w Międzyrzecu Podlaskim, zm. 13 grudnia 2020 w Warszawie) – polski śpiewak operowy (bas) i wykładowca akademicki.

## Życiorys
Absolwent Państwowej Wyższej Szkole Muzycznej w Warszawie w klasie prof. Zofii Brégy (1973). Potem warsztat doskonalił u Jerzego Czaplickiego, a następnie w Moskwie u Eugeniusza Nestierenki. Wieloletni solista Teatru Wielkiego w Warszawie (1972–1988). Profesor sztuk muzycznych (1998). Wykładał na Akademii Muzycznej w Łodzi i na Akademii Muzycznej w Poznaniu. Laureat wielu konkursów wokalnych, m.in. II nagrody na Międzynarodowym Konkursie Muzycznym w Genewie (1971) i I nagrody w Amsterdamie na konkursie telewizji holenderskiej – „Opera w telewizji” (1977). 
W 2016 został odznaczony Srebrnym Medalem „Zasłużony Kulturze Gloria Artis”.
Zmarł w wieku 73 lat. Został pochowany na nowym cmentarzu na Służewie przy ul. Wałbrzyskiej w Warszawie.

## Role operowe
- Musorgski – Borys Godunow jako Borys Godunow i Pimen
- Verdi – Don Carlos jako Filip II
- Mozart – Don Giovanni jako Don Giovanni
- Verdi – Falstaff jako Pistol
- Moniuszko – Halka jako Stolnik
- Moniuszko – Straszny dwór jako Zbigniew
- Verdi – Trubadur jako Ferrando
- Mozart – Wesele Figara jako Bartolo